# Олембе (стадіон)
Стадіон Олембе (фр. Stade d'Olembé) або Стадіон Поля Бія (фр. Stade Paul Biya), названий на честь колишнього президента Поля Бія — багатоцільовий стадіон в районі Олембе в Яунде. Стадіон є найбільшим у всьому Камеруні та дев'ятим за величиною в Африці.
Спорткомплекс включає в себе стадіон, два тренувальних майданчики, тренажерний зал, гандбольний, баскетбольний, волейбольний та тенісний майданчики, олімпійський басейн, 5-зірковий готель на 70 номерів, торговий центр, музей і кінотеатр.

## Історія

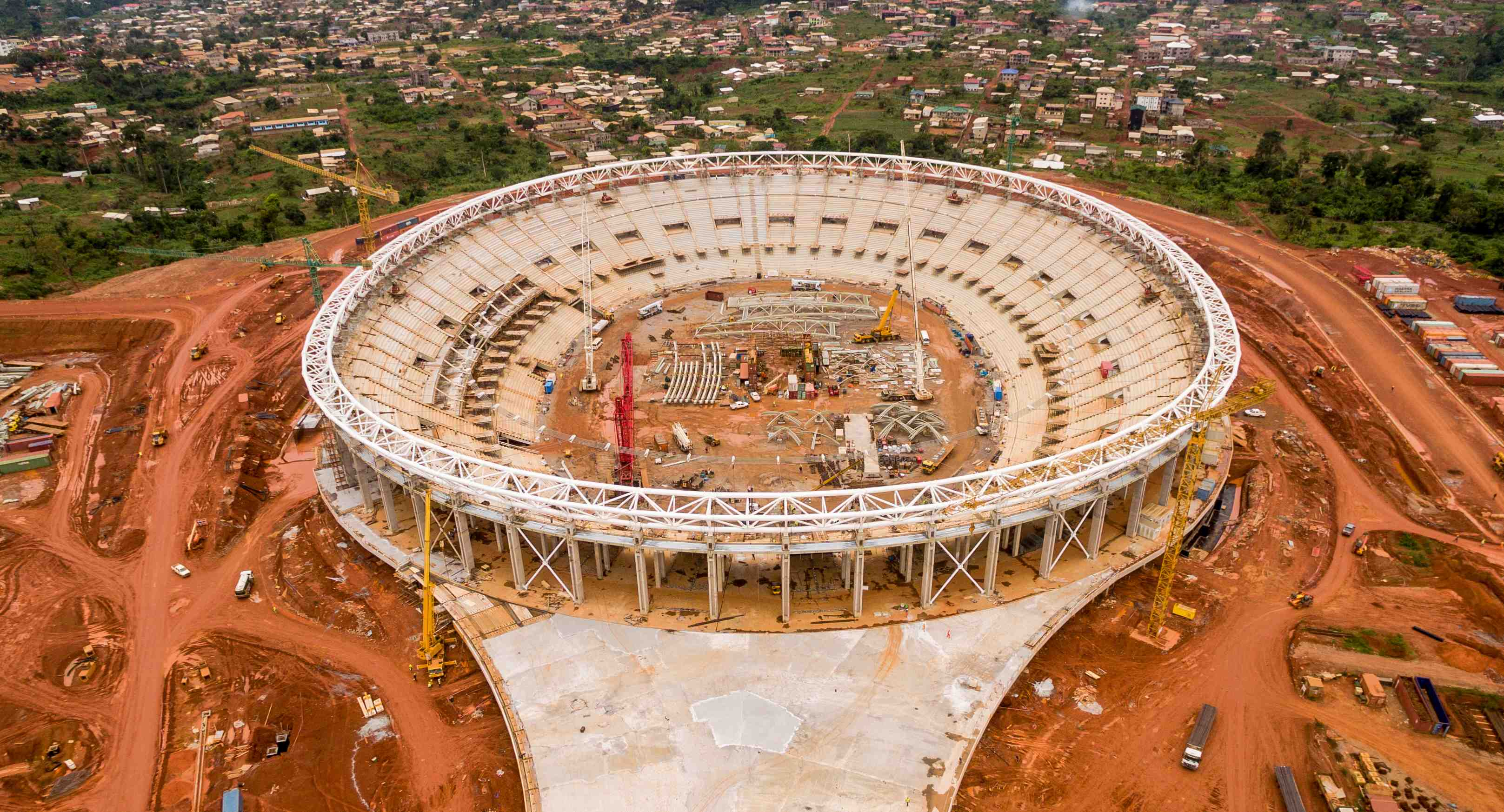
Стадіон під час будівництва. 2018 рік.

Стадіон Олембе на околиці Яунде розпочала будувати італійська компанія Piccini, а завершила канадська Magil. Початковий бюджет у 163 мільярди франків КФА було перевищено.
Відкриття стадіону планувалося до Кубка африканських націй 2019 року, втім через затримки в будівництві Африканська футбольна асоціація вирішила перенести турнір до Єгипту і провести у Камеруні наступний Кубок Африки в 2021 році. Втім і цей турнір було перенесено на 2022 рік через пандемію COVID-19.
3 вересня 2021 року на стадіоні пройшов перший футбольний матч, ним стала гра кваліфікації до чемпіонату світу з футболу 2022 року між Камеруном та Малаві, в якій господарі перемогли з рахунком 2:0, а автором дебютного голу на арені став Венсан Абубакар.
У січні 2022 року на стадіоні пройшли церемонії відкриття та закриття, а також ряд матчів 33-го Кубка африканських націй.